# Thermospermine
La thermospermine est une polyamine de formule H2N–CH2–CH2–CH2–CH2–NH–CH2–CH2–CH2–NH–CH2–CH2–CH2–NH2. C'est un intermédiaire métabolique de la biosynthèse de la spermine et se forme à partir de S-adénosylméthioninamine et la spermidine sous l'effet de la thermospermine synthase.